# Kopalnia diamentów Letseng
Kopalnia diamentów „Letšeng” – kopalnia odkrywkowa w paśmie Maloti w Górach Smoczych. Położona na wysokości 3100 m n.p.m., jest najwyżej położoną kopalnią diamentów na świecie. Słynie z wydobycia wielkich białych diamentów najwyższej jakości.

## Historia
Złoża kimberlitów w Lets'eng-la-Teraim zostały odkryte w 1957 roku przez Petera Nixona podczas pracy w tym rejonie. Rządowa kopalnia powstała w 1959 roku, a do roku 1967 na miejscu pracowało 6000 lokalnych kopaczy. Szacuje się, że wydobyto w tym czasie diamenty o masie łącznej 63 tys. karatów, w tym 601-karatowy okaz Lesotho Brown. Kopalnia została oficjalnie otwarta w listopadzie 1977 roku i zamknięta po 5 latach, w 1982 roku. Ostateczna produkcja wyniosła 272 840 karatów, pozyskanych z 9,4 miliona ton kimberlitów.
W 1999 roku prawo wydobycia w kopalni „Letšeng” nabyło Lets'eng Diamonds Limited. Lets'eng Diamonds Ltd (firma zarejestrowana w Lesotho) powstała w 1995 roku jako partnerstwo inwestorów branżowych (76 procent) z rządem Lesotho (24 procent). Odbudowa infrastruktury kopalni rozpoczęła się w 2003 roku. Produkcja z dwóch złóż aluwialnych rozpoczęła się w listopadzie 2003 roku, a z kolejnego w marcu 2004. 76% udziałów w firmie Lets'eng Diamonds Ltd należącej do Lets'eng Investment Holdings Limited zostało zakupione przez Gem Diamonds Limited (Gem Diamonds) w lipcu 2006 roku. Po sprzedaży 6 procent wyemitowanego kapitału zakładowego Lets'eng Diamonds Ltd zostało przekazane rządowi Lesotho.

## Właściciel
Kopalnia Letseng jest obecnie w 70 procentach własnością Gem Diamonds, które zostało założone w 2005 roku, a w 30 procentach należy do rządu Lesotho.

## Największe znalezione diamenty
Lesotho także Lesotho Brown – diament o masie 601,25 karatów, znaleziony w 1967 roku; sprzedany na aukcji za 303 400 dolarów amerykańskich i zakupiony później przez amerykańskiego jubilera Harry'ego Winstona (1896–1978) z Nowego Jorku; pocięty na 18 kamieni o łącznej masie 245,5 karatów – największy z kamieni liczył 71,73 karaty.    
Lesotho  Promise – 603-karatowy diament wydobyty w sierpniu 2006. Znajduje się obecnie na 12. miejscu pod względem wielkości białego diamentu na świecie i jest to największy diament znaleziony w kopalni Lets'eng do tej pory (stan na 2017 rok). Został sprzedany za 12,4 mln USD firmie SAFDICO, należącej do grupy producentów Graff Jewelers, na aukcji w Antwerpii w październiku 2006 roku. Lesotho Promise została następnie podzielona na 26 diamentów, z których największy miał 76,4 karata. Z diamentów tych wykonano potem jeden naszyjnik, którego wartość szacowana jest na 50 milionów USD.
Lets'eng Legacy – diament o masie 493 karatów, znaleziony we wrześniu 2007 i sprzedany na aukcji w Antwerpii firmie SAFDICO, oddziałowi producenta Graff Jewelers, za 10,4 miliona dolarów w listopadzie 2007 roku. Zajmuje 16. miejsce w rankingu największych białych diamentów na świecie.
Leseli La Lets'eng, ang. Light of Lets'eng – biały 478-karatowy diament, który został wydobyty we wrześniu 2008 roku. Nazwa odzwierciedla niezwykły kolor i wyrazistość diamentu. W światowym rankingu największych białych diamentów zajmuje 17. miejsce i trzecie miejsce w rankingu diamentów wydobytych w kopalni Letseng. Light of Lets'eng został sprzedany na aukcji w Antwerpii w listopadzie 2008 roku za 18,4 mln USD firmie SAFDICO, należącej do grupy produkcyjnej firmy Graff Diamonds.
Lets'eng Star – 550-karatowy diament, wydobyty w kopalni Lets'eng 9 sierpnia 2011 roku, któremu nadano nazwę podczas uroczystej gali 19 września 2011 roku w Maseru, stolicy Lesotho. Nazwa została nadana, aby oznaczać rosnącą liczbę „gwiazd” wśród dużych diamentów znalezionych w kopalni Letseng. Lets'eng Star w światowym rankingu była notowana jako 14. największy biały nieoszlifowany diament i drugi co do wielkości biały diament znaleziony w kopalni Letseng. Po wnikliwej analizie stwierdzono, że może to być najcenniejszy diament Letseng do tej pory.